# Ivan Hetrich
Ivan Hetrich (Vinkovci, 25. listopada 1921. – Stubičke Toplice, 5. travnja 1999.) hrvatski i jugoslavenski filmski, kazališni i televizijski redatelj, televizijski voditelj, glumac te jedan od utemeljitelja Televizije Zagreb.

## Životopis
U rodnim Vinkovcima je odškolovao pučku školu i tri razreda gimnazije koju je potom završio 1939. godine u Zagrebu. Studirao je i diplomirao kazališnu i filmsku režiju na Akademiji dramskih umjetnosti u Zagrebu. 
Od 1946. bio je spiker i izvjestitelj, adaptirao romane i pripovijetke te režirao oko 80 drama na Radio Zagrebu. Napisao je tekstove za radio igre Konvoj (s Borom Slaninom, 1949.) i Izvan kruga (1951.). Od 1956. radi na Televiziji Zagreb. Pokretač je ili dio autorskih ekipa te voditelj slavnih emisija Televizije Zagreb poput emisije o filmu Ekran na ekranu Nenada Pate, serija TV portreta i razgovorara s poznatim osobama u Srdačno vaši, kvizova 3, 2, 1… kreni!, Kviskoteka te Brojke i slova. Redatelj je oko 80 TV drama i dvije kultne TV serije: Kuda idu divlje svinje i Kapelski kresovi koje su među najpoznatijim ikad snimljenim na Televiziji Zagreb.
Režirao je 12-ak kazališnih komada u zagrebačkom, karlovačkom i subotičkom kazalištu, a pet godina je bio dramaturg u  Zora filmu. Bio je spiker u oko 100 dokumentarnih filmova, režirao dugometražnimetražni i kratki igrani film za djecu   Veliko putovanje (1958.) i više kratkometražnih igranih, dokumentarnih i namjenskih filmova. U Oglašavajućem zavodu Hrvatske (OZEHA) osnovao je filmsko-televizijski odjel, za koji je režirao nekoliko stotina reklama.
Zajedno s redateljem Marijem Fanelijem za vrijeme mandata rektora Koste Spaića na ADU predaje televizijsku režiju.
Objavio je više knjiga intervjua i putopisa, a pisao je i humoreske, crtice pod pseudonimom Grigorije Fućak te vestern-romane pod pseudonimom John George Jullian.

## Filmske i televizijske režije
- Veliko putovanje (1958.), scenarist: Ivan Hetrich, igrani film, 1h 5'
- Proučavanje, (1959.), scenarist: Ivan Hetrich,  dokumentarni film, 7' 34"
- Posve obična priča (1959.), scenarist: Dredvin Ferber, dokumentarni film, 20'
- Vražji otok (1960.), scenarist:  Ivo Štivičić, TV drama
- Vučjak (1961.), scenaristi: Miroslav Krleža, Ivo Štivičić, TV drama
- Iznenađenje, (1962.), scenarist: Mario Hladnik, dokumentarni film, 6'
- Crne i bijele košulje, (1963.), scenarist: Aleksandar Petrović, TV drama
- Hiljadu stupova dalekovoda, (1962.), scenaristi: Ivan Hetrich i Branko Knezoci, dokumentarni film, 59'
- Kuda idu divlje svinje (1971.), scenarij: Ivo Štivičić, TV serija
- Allegro con brio (1973.), scenarij: Olga Savić, TV drama, 1h 8'
- Seoba duša (1973.), scenarij Karl Wittlinger, TV drama, 1h 20'
- Kapelski kresovi (1976.), scenarij: Ivica Ivanec, TV serija

## Kazališne režije
- "Volpone", Ben Jonson, (1952.), Karlovačko kazalište
- "Gigi", Sidonie Gabrielle Colette,  (1954.), Karlovačko kazalište
- "Čežnja pod brijestovima", Eugen O’Neill, 25. ožujka 1955.,  Narodno pozorište, Subotica
- "Čarobnjak koji donosi kišu", R. N. Nash, (1959.), Gradsko kazalište Komedija
- "Tko je boji Virginije Woolf", Eduard Albee, (1965.), Hrvatsko narodno kazalište u Zagrebu

## Filmografija

### Televizijske uloge
- "U susret zemljama" kao Ivan (1967.)
- "Smogovci" kao pripovjedač #1 (1982.)

### Filmske uloge
- "H-8" kao pripovjedač #1 (sa Stjepanom Jakševac) (1958.)
- "Zagrebački koktel" (1966.)
- "Protest" (1967.)

## Knjige
- Intervjui, Zagreb 1982. — nakladnik: OOUR Vjesnikova press agencija
- Srce u zavičaju, Zagreb 1986. — nakladnik: IROS (putopisi i razgovori s hrvatskim iseljenicima), uvodni tekst Ivan Čizmić, pogovor Branislav Glumac
- Prodavač smrti (pod pseudonimom John George Jullian), nakladnik: SOUR "Vjesnik", Zagreb, Laso, Western Roman, pisani roman 1984.
- Pod maskom (pod pseudonimom John George Jullian), nakladnik: SOUR "Vjesnik", Zagreb, Laso, Western Roman, pisani roman 1984.
- Kockar u Gradu (pod pseudonimom John George Jullian), nakladnik: SOUR "Vjesnik", Zagreb, Laso, Western Roman, pisani roman 1985.
- Stranac u igri (pod pseudonimom John George Jullian), nakladnik: SOUR "Vjesnik", Zagreb, Laso, Western Roman, pisani roman 1986.
- U potrazi za hrvatima: Kroz Australiju,  Zagreb 1996. — nakladnik: ITP "Marin Držić"
- U potrazi za hrvatima: Kroz Južnoafričku Republiku, Zagreb 1996. — nakladnik:  ITP "Marin Držić"
- U potrazi za hrvatima: Kroz Južnu Ameriku, Zagreb 1996. - nakladnik:  ITP "Marin Držić"

## Nagrade
- Republička nagrada za umjetnost 1950.
- Nagrada grada Zagreba 1965.
- Nagrada Zlatni vijenac Studija 1973.

## Vanjske poveznice
- Ivan Hetrich u internetskoj bazi filmova IMDb-u (engl.)